# Exo Planet 5 – Exploration
Exo Planet #5 - Exploration  (stilizzato come EXO PLANET #5 – EXplOration) è il quarto album dal vivo della boy band sudcoreana-cinese EXO. È stato pubblicato il 21 aprile 2020 su etichetta SM Entertainment. Contiene 2 CD e un totale di 27 canzoni.

## Tracce

### CD1
1. EXplOration – 1:05
2. Tempo – 3:45
3. Transformer – 3:44
4. Gravity – 4:00
5. Sign – 3:20
6. Baekhyun – UN Village – 4:04
7. 24/7 – 4:20
8. Love Shot – 3:24
9. Ooh La La La – 3:14
10. Monster – 3:45
11. Oasis – 3:55
12. Suho – Been Through – 3:31
13. Chen – Lights Out – 4:19

Durata totale: 46:26

### CD2
1. What a Life – 3:26
2. Close to You – 2:08
3. Falling for You – 3:27
4. Wait – 4:12
5. Power – 5:52
6. Kai – Confession – 3:56
7. Bad Dream – 3:57
8. Damage – 4:18
9. Growl – 2:05
10. Overdose – 2:27
11. Call Me Baby – 3:47
12. Unfair – 2:59
13. On the Snow – 3:33
14. Smile on my Face – 3:40

Durata totale: 49:47

## Date di pubblicazione
| Paese         | Data           | Formato                          | Etichetta               |
| ------------- | -------------- | -------------------------------- | ----------------------- |
| Corea del Sud | 21 aprile 2020 | CD, download digitale, streaming | SM Entertainment IRIVER |
| Mondo         | 21 aprile 2020 | Download digitale, streaming     | SM Entertainment IRIVER |